# Iván Noel
Iván Noel (* 21. Oktober 1968 in Beirut als Yves Noël Couldrey; † 19. Juli 2021 in Alta Gracia) war ein unabhängiger französischer Filmregisseur, -produzent und -komponist, der in Argentinien lebte.

## Werdegang
Iván Noels Mutter war Australierin und sein Vater war französischer und britischer Abstammung. Iván Noel sprach vier Sprachen.
Noel besuchte das Lancing College in England und drehte mit elf Jahren seinen ersten Kurzfilm, wofür er mit einer 11-mm-Kamera und 200 seiner Mitschüler arbeitete. Nach seinem Abschluss in Erziehung und Filmkomposition an der Universität York arbeitete er als Lehrer und trat als Gitarrensolist und Pianist bei Konzerten auf. In Frankreich war er als Fotograf tätig und gewann einen Newcomer-Preis des Salon d’Automne.
Im Jahr 2006, mittlerweile in Andalusien ansässig, verkaufte Noel sein Haus, um seinen ersten Film En tu ausencia finanzieren zu können. Der Film orientiert sich am Realismus von Ken Loach und wurde zwischen Jerez und den Bergen von Cádiz gedreht. Die Low-Budget-Produktion wurde fast vollständig mit Laiendarstellern realisiert, konnte sich nach der Veröffentlichung 2008 allerdings auf den Filmfestivals von Vancouver, Palm Springs und Seattle einen Namen machen. In Vancouver wurde der Film auf Platz fünf in seiner Kategorie gewählt, womit er sich gegen ca. 200 andere Filme durchsetzen konnte; Kategoriesieger war Los girasoles ciegos. Vanguard International Cinema übernahm den DVD-Vertrieb des Films für Nordamerika, in Deutschland veröffentlichte cmv-Laservision die DVD.
Für das nächste Projekt zog Noel nach Lebrija bei Sevilla, wo er im Frühling 2008 mit der Arbeit an Brecha begann, wieder ohne Budget. Der Film erschien 2009. Im nächsten Jahr folgte Noels dritter Film ¡Primaria!, der in der Schule San Francisco de Paula in Sevilla gedreht wurde, in der der Regisseur ein Jahr unterrichtete. Im Gegensatz zu den eher dramatischen Inhalten seiner Vorgängerfilme, handelt es sich bei Primaria um eine Komödie über drei Grundschüler sowie ihre Lehrer. Die Rolle der männlichen Hauptfigur übernahm, wie schon in den ersten beiden Filmen Noels, Francisco Alfonsín.
Nach seinem Umzug nach Argentinien brachte Noel, nun dank Sponsoren und Crowdfunding mit erhöhtem Budget, 2012 den nächsten Film Vuelve – Komm zurück! heraus, der erstmals Horrorelemente enthielt. Diesem folgte die Vampir-Horrorkomödie Limbo, die 2013 gedreht, und im Oktober 2015 unter dem Titel Children of the Night auch in den USA und im Vereinigten Königreich veröffentlicht wurde. Als Nächstes arbeitete Noel am Film Ellos volvieron, an dem 2014 die Londoner One Eyed Films die Verleihrechte erwarben. Der Film erschien 2015 unter dem Titel The Returned. Danach war der Regisseur mit der Arbeit am Film Rodillas quemadas (Burnt Knees) beschäftigt, einer Adaption von Henry James’ The Turn of the Screw. Der Film wurde 2016 unter dem geänderten Titel La tutora (The Tutor) über Noels Website als Download und auf selbst produzierten Blu-Rays veröffentlicht.
Auch als Regisseur von Musikvideos trat Noel in Erscheinung: So veröffentlichte er 2012 ein Video für die isländische Band Sigur Rós.
Nach Missbrauchsvorwürfen von drei jungen Darstellern in seinem letzten Film starb er im Juli 2021 im Alter von 52 Jahren durch Suizid.

## Filmografie
- 2008: Wo warst du? (En tu ausencia)
- 2009: Brecha
- 2010: Primaria (¡Primaria!)
- 2012: Vuelve – Komm zurück! (Vuelve)
- 2013: Limbo – Children of the Night (Limbo)
- 2014: Ellos volvieron – Die Rückkehrer (Ellos volvieron)
- 2016: The Tutor
- 2018: Nine Meals from Chaos
- 2019: Rejected – Die Verstoßenen (Rechazados)
- 2020: Lamb of God (Cordero de Dios)

## Belege
1. 1 2  Gustavo Molina: Las sospechas tras la muerte del director de cine francés: abusos sexuales y una red internacional de pornografía infantil. In: El Diario AR. 21. Juli 2021, abgerufen am 16. Juli 2023 (spanisch).
2. 1 2 3 4 5  Francisco Correal: “En el cine español hace falta más creatividad y originalidad”. In: Diario de Sevilla. Joly Digital, 8. November 2009, abgerufen am 3. Oktober 2015 (spanisch).
3. 1 2 3  Claudio José Minoldo: Con niños actores locales se viene filmando “Limbo”: una película sobre vampiros. In: Semanario Primer Día. 17. März 2013, abgerufen am 3. Oktober 2015 (spanisch).
4. 1 2 3 4 5  Ivan Noel graba su tercer largometraje en el sevillano colegio San Francisco de Paula. In: Noticias Aljarafe. 7. Juli 2009, archiviert vom Original am 3. Dezember 2013; abgerufen am 3. Oktober 2015 (spanisch).
5. ↑  Children of the Night. Artsploitation Films, abgerufen am 7. Oktober 2015 (englisch).
6. ↑  Vancouver acoge el estreno mundial de la cinta andaluza ‘En tu ausencia’. In: Diario de Jerez. Joly Digital, 8. Oktober 2008, abgerufen am 6. Oktober 2015.
7. ↑  Pressemappe zu Vuelve. (PDF) Noel Films, S. 2, abgerufen am 3. Oktober 2015 (englisch).
8. ↑  Claudio José Minoldo: Gran concurrencia a la avant premiere de la película Ellos volvieron. In: Semanario Primer Día. 28. September 2014, abgerufen am 3. Oktober 2015 (spanisch).
9. ↑  Emilio Mayorga: One Eyed Takes Argentine Suspense Thriller ‘They Returned’. In: Variety.com. Variety, 3. Dezember 2014, abgerufen am 7. Oktober 2015 (englisch).
10. ↑  The Returned. One Eyed Films, archiviert vom Original am 8. Juli 2016; abgerufen am 31. Oktober 2015 (englisch).
11. ↑  The Tutor. Noel Films, abgerufen am 13. September 2016 (englisch).
12. ↑  Trailer ‘La Tutora’ (‘The Tutor’) aka ‘Burnt Knees’ auf YouTube
13. ↑  Claudio José Minoldo: Ivan Noel filmó un videoclip con varios actores locales para la banda islandesa Sigur Ros. In: Semanario Primer Día. 16. September 2012, abgerufen am 3. Oktober 2015 (spanisch).
14. ↑  Quién era Iván Noel, el cineasta francés acusado de abuso sexual que apareció muerto. In: La Nacion. 20. Juli 2021, abgerufen am 20. Juli 2021 (spanisch).
15. ↑  Se suicidó el cineasta Ivan Noel tras las denuncias de abuso: dejó un video de despedida. In: Estación FM. 19. Juli 2021, archiviert vom Original (nicht mehr online verfügbar) am 20. Juli 2021; abgerufen am 28. Juli 2021 (spanisch).  Info: Der Archivlink wurde automatisch eingesetzt und noch nicht geprüft. Bitte prüfe Original- und Archivlink gemäß Anleitung und entferne dann diesen Hinweis.
16. ↑  Tres adolescentes de Jesus María denunciaron por abuso sexual a un cineasta francés. In: Estación FM. 18. Juli 2021, archiviert vom Original (nicht mehr online verfügbar) am 20. Juli 2021; abgerufen am 28. Juli 2021 (spanisch).  Info: Der Archivlink wurde automatisch eingesetzt und noch nicht geprüft. Bitte prüfe Original- und Archivlink gemäß Anleitung und entferne dann diesen Hinweis.

| Personendaten    | Personendaten                          |
| ---------------- | -------------------------------------- |
| NAME             | Noel, Iván                             |
| ALTERNATIVNAMEN  | Couldrey, Yves Noël (Geburtsname)      |
| KURZBESCHREIBUNG | spanischer Filmregisseur und Komponist |
| GEBURTSDATUM     | 21. Oktober 1968                       |
| GEBURTSORT       | Beirut                                 |
| STERBEDATUM      | 19. Juli 2021                          |
| STERBEORT        | Alta Gracia                            |